# Ancha-Kloster

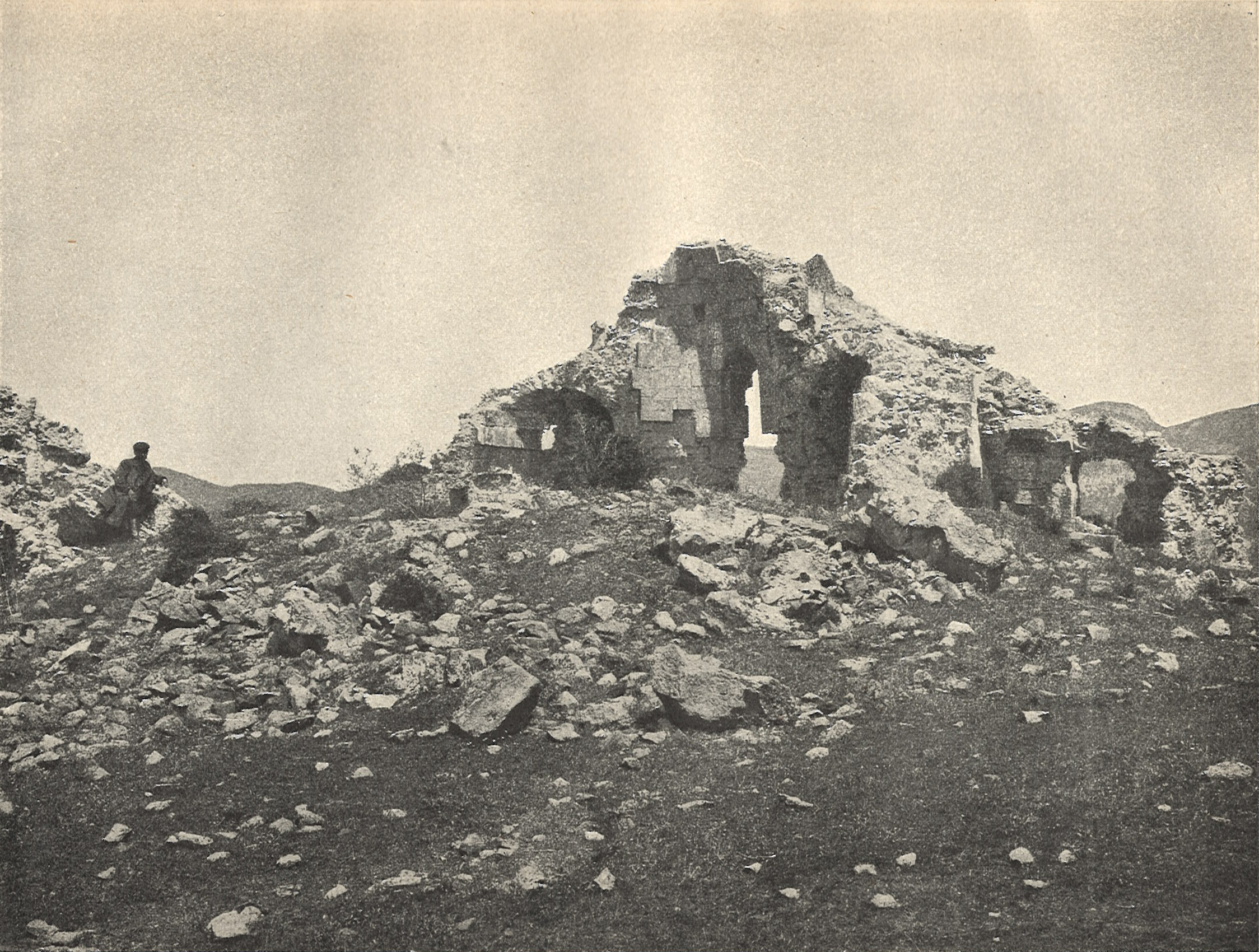
Ancha-Kloster um 1903. Foto der Reisebeschreibung von Nicholas Marr.

Ancha (georgisch ანჩის მონასტერი anchis monasteri) war ein mittelalterliches georgisches Kloster und die Kathedrale des Bischofs von Ancha. Es befindet sich heute im Dorf Anaçlı in der Provinz Artvin in der Türkei.
Die einstige Kreuzkuppelkirche liegt heute vollständig in Ruinen.
Die früheste schriftlich belegte Erwähnung des Klosters von Ancha stammt von etwa 951 aus den Vitae des Gregor aus Chandsta von Giorgi Merchule, der die Kirchenanlage auf das frühe 9. Jahrhundert datiert. Sie war eines der wichtigsten religiösen und kulturellen Zentren des Fürstentums von Klardschetien, das in den 1550er Jahren vom Osmanischen Reich erobert wurde. In der Mitte des 17. Jahrhunderts wurde die Kirche aufgegeben. Ihre erhaltenen christlichen Relikte, wie die Ikone des Beschützers, wurden in die georgische Hauptstadt Tiflis überführt. Kurz nach der russischen Machtübernahme der Region Artvin wurden die historischen georgischen Kirchen und Klöster vom georgischen Gelehrten Dimitri Bakradze besucht, der von den schweren Beschädigungen in Ancha berichtete. 1904 berichtete Nicholas Marr, dass nur ein kleiner Teil der nordwestlichen und nördlichen Wände sowie eine Altarapsis mit einem Fragment einer Kuppel überdauerten.